# Lomaria obtusata
Lomaria obtusata là một loài dương xỉ trong họ Blechnaceae. Loài này được Labill. mô tả khoa học đầu tiên năm 1824.
Danh pháp khoa học của loài này chưa được làm sáng tỏ. 